# Slano
Slano ist eine kleine Ortschaft in der Gespanschaft Dubrovnik-Neretva im Süden Kroatiens. Slano liegt ca. 30 Kilometer nordwestlich von Dubrovnik. An der Bucht von Slano liegen die Ortschaften Banja, Slano und Grgurići, daran schließt sich die Bucht Janska mit Banići und Kručica an.
Slano wurde schon in der Antike bewohnt. Auf dem Gradina-Berg befindet sich ein römisches Castrum. Slano wurde im Jahr 1399 von der Republik Dubrovnik käuflich erworben und war in Folge das Verwaltungszentrum des Dubrovačko primorje (Dubrovniker Küstenlandes), nach dem auch die heutige Gemeinde benannt ist. Dementsprechend gibt es in Slano einen Rektorenpalast.
Die heute noch stehende Franziskanerkirche wurde im 16. Jahrhundert gebaut. Teile von Slano wurden im kroatisch-serbischen Krieg zerstört.
Das im Zentrum der Ortschaft befindliche Hotel Admiral wurde in erheblich vergrößerter Form neu aufgebaut und im August 2008 wieder eröffnet.

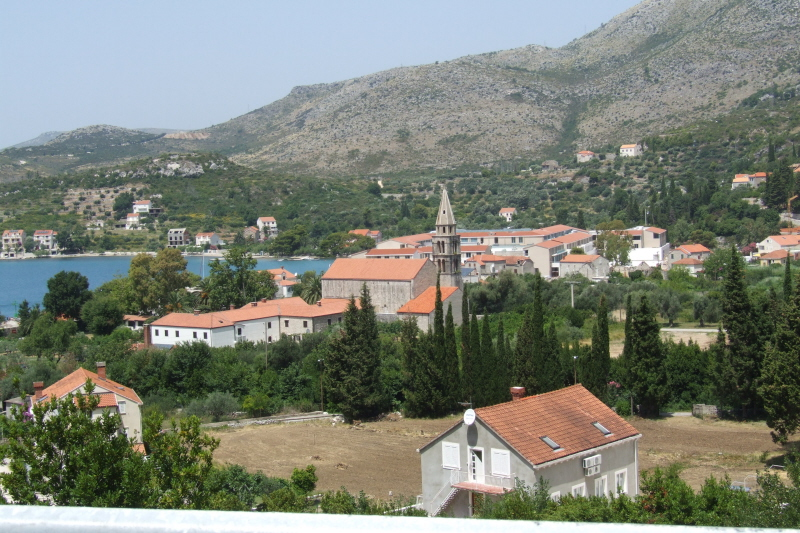
Blick auf den Ort
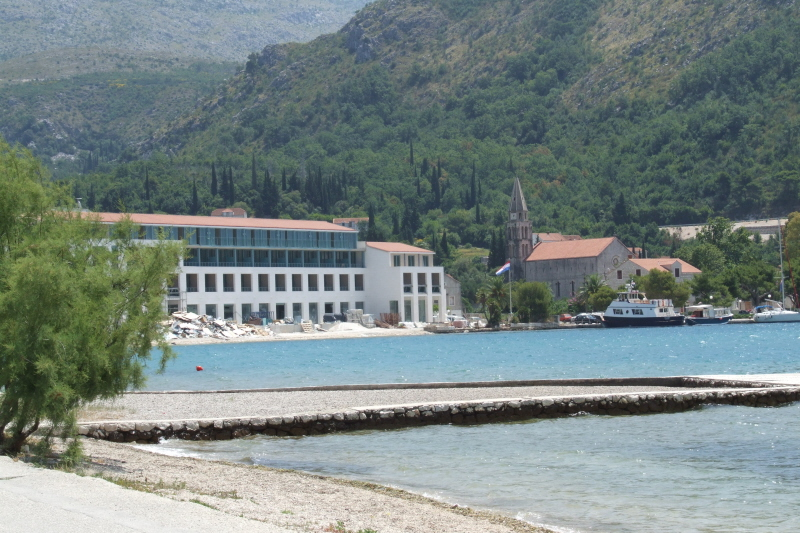
Neubau des Hotel Admiral
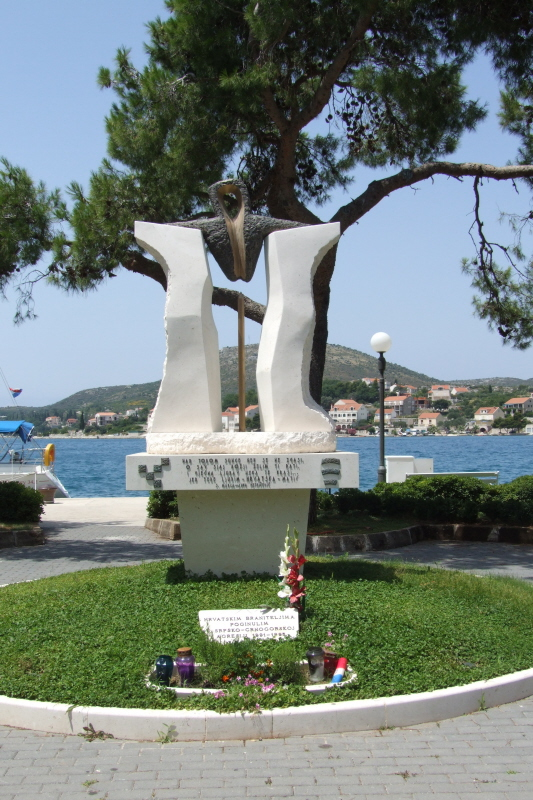
Denkmal an den Kroatienkrieg von 1995
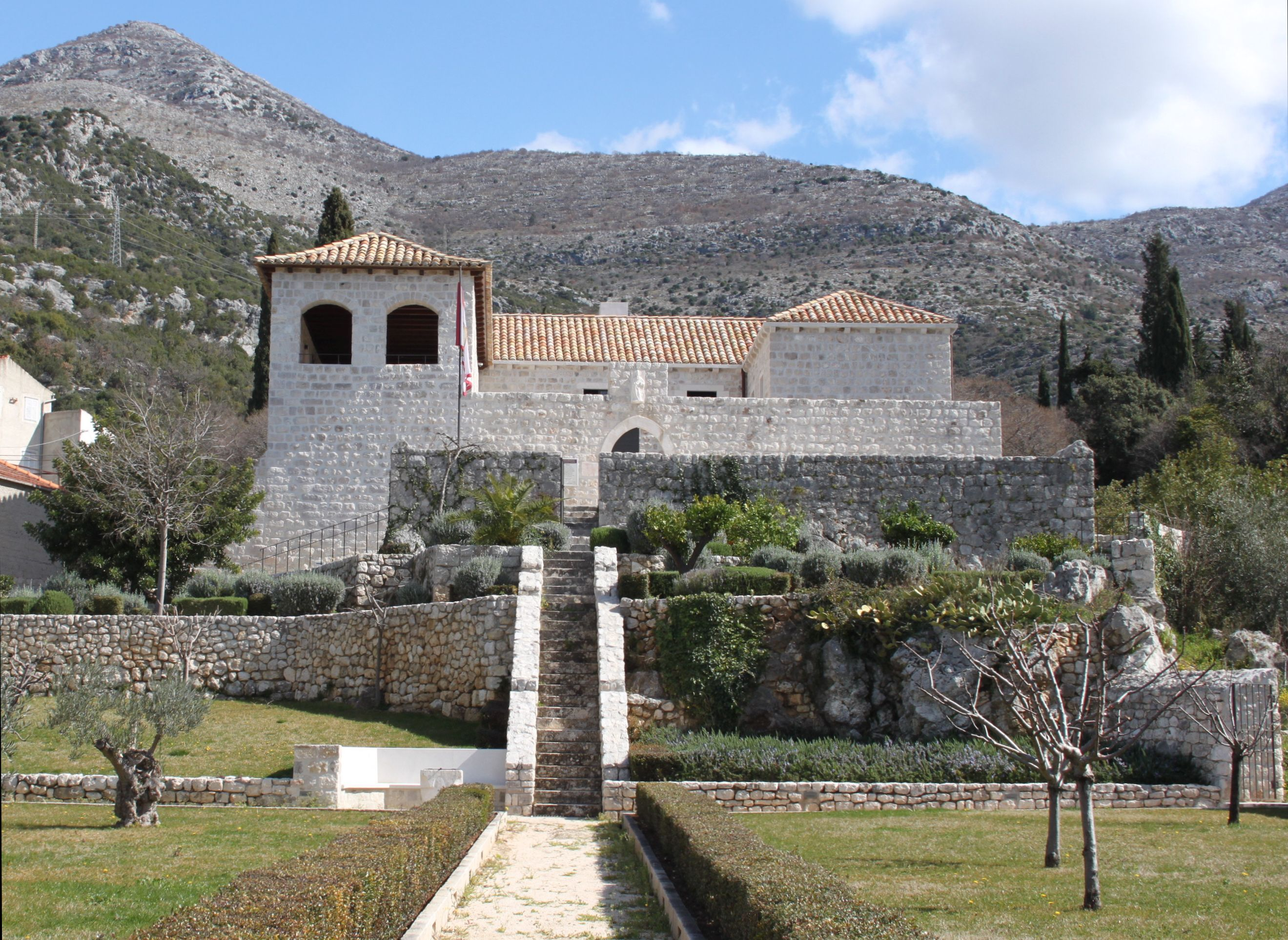
Rektorenpalast